# أورسولا كين
أورسولا كين (بالألمانية: Ursula Cain)‏ هي معلمة موسيقى وراقصة باليه ألمانية، ولدت في 24 أبريل 1927 في درسدن في ألمانيا، وتوفيت في 16 أكتوبر 2011 في لايبزيغ في ألمانيا.